# Sofia Ribeiro (femme politique)
Sofia Ribeiro, née le 17 juillet 1976 à Ponta Delgada dans les Açores, est une femme politique portugaise.